# Paul Abine Ayah
Paul Abine Ayah (geb. 1950, Ngali Akwaya, Cameroons; gest. 25. Dezember 2024, Buea, Kamerun) war ein kamerunischer Jurist und Politiker.

## Leben

### Karriere
Paul Abine Ayah war Mitglied der Nationalversammlung und des Rassemblement Démocratique du Peuple Camerounais (RDPC). Später schloss er sich der oppositionellen People’s Action Party (PAP) an. Im August 2007 wurde er zum Präsidenten der Kommission für Auswärtige Angelegenheiten der Nationalversammlung gewählt. Er war Abgeordneter des Departements Manyu in der Region Sud-Ouest.
Als Absolvent der École nationale d'administration et de magistrature (Nationale Schule für Verwaltung und Magistratur, ENAM) in Yaoundé im Jahr 1976 wurde er Vizepräsident des Berufungsgerichts von Buéa, bevor er 2002 Mitglied der Nationalversammlung von Kamerun wurde. Sein Dienstsitz ist Akwaya, das von Mamfé aus über eine schlecht ausgebaute Straße und einen Fußweg erreichbar ist, von Nigeria aus jedoch leichter zu erreichen ist. In der Region kommt es aufgrund territorialer und Stammeskonflikte zu Unruhen.
Im Juni 2006 forderte er gemeinsam mit anderen Abgeordneten die Regierung auf, die Vorwürfe von Korruption auf höchster Ebene zu untersuchen, in die eine der Minister, Augustin Frédéric Kodock, verwickelt war, und zwar im Zusammenhang mit Kodocks früherer Position als Leiter des Landwirtschaftsministeriums (ministère de l’Agriculture).
Im November 2007 unterstützte er ein Gesetz zum Verbot der weiblichen Genitalverstümmelung, die in der Region, die er als Abgeordneter vertrat, noch immer von Angehörigen des Ejagham-Stammes praktiziert wird. Er signalisierte außerdem seine Unterstützung für ein Gesetz zum Verbot von Kinderehen. In Kamerun ist Frauen und Mädchen eine Heirat ohne elterliche Zustimmung erst ab 21 Jahren gestattet. Mädchen unter 15 Jahren dürfen laut Gesetz nicht verheiratet werden., es sei denn mit Zustimmung des Präsidenten. Dennoch werden im Norden Kameruns immer noch Ehen geschlossen, bei denen die Kinder erst 8 oder 9 Jahre alt sind.
Anfang 2008 äußerte sich Paul Abine Ayah unverblümt zu den Verfassungsänderungen in diesem Jahr. Durch die Änderungen wurde die Amtszeitbeschränkung abgeschafft, sodass Präsident Paul Biya 2011 erneut zur Wiederwahl antreten konnte. Paul Abine Ayah bezeichnete die Änderungen als „undemokratisch“ («pas démocratiques») und fügte hinzu, dass dieses Gesetz Kamerun „um 200 Jahre zurückwerfen würde“ («nous ramènerait à 200 ans en arrière»). Obwohl er bei der Abstimmung in der Nationalversammlung nicht anwesend war und erklärte, er habe seine Stimme nicht abgegeben, wurde Berichten zufolge in seinem Namen abgestimmt.
Am 3. Januar 2011, ein Jahr vor dem Ende seiner Amtszeit als Abgeordneter trat Ayah aus der RDPC aus und kandidierte bei den Präsidentschaftswahlen. Danach wurde er zum Richter am Obersten Gerichtshof von Kamerun ernannt. Am 4. März 2019 trat er dann von seinem Amt als Präsident der PAP zurück.

### Verhaftung und Freilassung
Paul Abine Ayah wurde am 21. Januar 2017 verhaftet, weil er sich für die Rückkehr Kameruns zum föderalen System der 1960er Jahre einsetzte. Er wurde vor dem Militärgericht in Yaoundé von dem Consortium de la société civile anglophone du Cameroun (Cameroon Anglophone Civil Society Consortium, kamerunischen anglophonen Konsortium der Zivilgesellschaft, CACSC) angeklagt, welches mittlerweile von der kamerunischen Regierung aufgrund von Unruhen in den englischsprachigen Regionen Kameruns verboten und für illegal erklärt wurde. Ayah wurde am 30. August 2017 aufgrund eines Präsidentendekrets aus dem Gefängnis entlassen, nachdem er mehr als 8 Monate im Zentralgefängnis von Kondengui inhaftiert war.

## Tod
Paul Abine Ayah verstarb am 25. Dezember 2024 im Alter von 74 Jahren.